# Axel Rombaldoni
Axel Rombaldoni (23 de març de 1990) és un jugador d'escacs italià que té el títol de Gran Mestre des de 2013.
Tot i que no està en actiu des de l'octubre de 2016, a la llista d'Elo de la FIDE de l'abril de 2020, hi tenia un Elo de 2551 punts, cosa que en feia el jugador número 4 d'Itàlia. El seu màxim Elo va ser de 2553 punts, a la llista de gener de 2016 (posició 426 al rànquing mundial).

## Resultats destacats en competició
Fou vencedor del Campionat d'Itàlia Sub10, sub12 (dues vegades), sub14 (dues vegades) i sub16 (dues vegades). Obtingué la tercera norma de Gran Mestre a l'Obert Capo D'Orso del 2013 on que va guanyar amb 7½ punts 9. El setembre del 2013 va guanyar el Memorial Kesarovski-Stanchev jugat a Bulgària amb 7½ punts 9.
El desembre de 2014 fou campió d'Itàlia (a Boscotrecase) amb 8 punts d'11, mig punt per davant de Danyyil Dvirnyy.